# Савинков, Василий Егорович
Васи́лий Его́рович Са́винков (род. 1 февраля 1937) — советский легкоатлет, специалист по бегу на средние дистанции. Выступал за сборную СССР по лёгкой атлетике в конце 1950-х — середине 1960-х годов, победитель первенств всесоюзного и республиканского значения, участник летних Олимпийских игр в Риме. Мастер спорта СССР.

## Биография
Родился 1 февраля 1937 года.
Занимался лёгкой атлетикой в Алма-Ате, выступал за Казахскую ССР, добровольные спортивные общества «Буревестник» и «Локомотив». Был подопечным заслуженного тренера Казахской ССР Феликса Павловича Суслова.
Впервые заявил о себе на международном уровне в сезоне 1959 года, когда вошёл в состав советской сборной и принял участие в матчевой встрече со сборной США в Филадельфии, где в беге на 800 метров установил рекорд Казахстана — 1.49,8. Позже на чемпионате страны в рамках II летней Спартакиады народов СССР в Москве стал серебряным призёром в той же дисциплине.
В 1960 году на чемпионате СССР в Москве превзошёл всех соперников на дистанции 800 метров и завоевал золотую медаль. Благодаря этой победе удостоился права защищать честь страны на летних Олимпийских играх в Риме — в дисциплине 800 метров выбыл из борьбы за медали уже на предварительном квалификационном этапе.
В 1961 году бежал 800 и 1500 метров в матчевой встрече со сборной США в Москве. На чемпионате СССР в Тбилиси был лучшим в беге на 800 метров.
В 1962 году стартовал на дистанции 1500 метров в матчевой встрече со сборной США в Стэнфорде. В той же дисциплине одержал победу на чемпионате СССР в Москве — с результатом 3.41,1 до всесоюзного рекорда ему не хватило всего 0,1 секунды.
В 1963 году участвовал в матчевой встрече со сборной США в Москве, выиграл 1500 метров на чемпионате страны в рамках III летней Спартакиады народов СССР в Москве.
На чемпионате СССР 1964 года в Киеве стал серебряным призёром в беге на 1500 метров.
В 1965 году на домашнем чемпионате СССР в Алма-Ате взял на дистанции 1500 метров бронзу.
В 1990 году уехал на постоянное жительство в Германию, историческую родину жены. Проживал с семьёй в небольшом городке Эрлангене.